# Viera Janárčeková

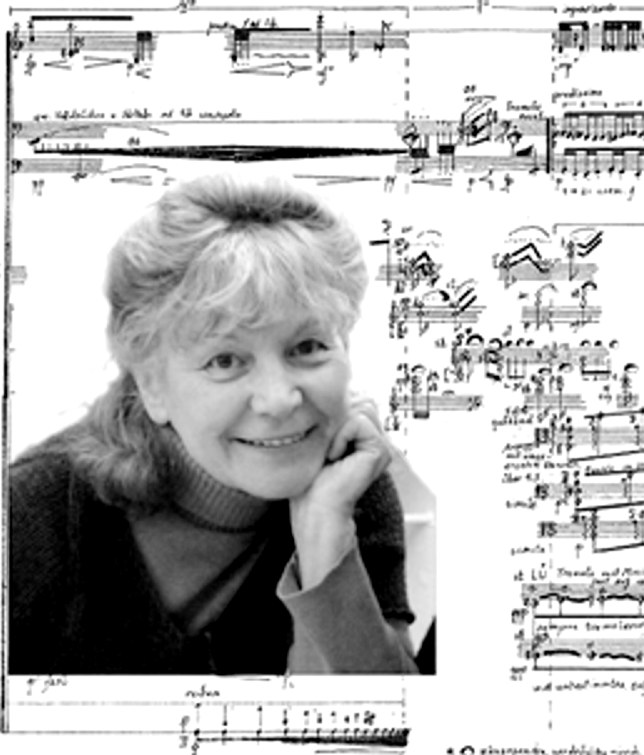
Viera Janárčeková

Viera Janárčeková (* 23. September 1941 in Svit; † 14. Mai 2023 in Großbottwar) war eine slowakische, in Deutschland lebende Komponistin.

## Leben
Viera Janárčeková wurde in der Hohen Tatra geboren. Von 1956 bis 1961 studierte sie am Staatlichen Konservatorium Bratislava Klavier, Dirigieren und bei Juraj Pospíšil Musiktheorie. Es folgten fünf Jahre an der Akademie der musischen Künste in Prag (1962–1967): Klavier bei Ilona Štěpánová-Kurzová, Cembalo bei Zuzana Růžičková und Musiktheorie bei Jaroslav Zich.
Nach dem Studium war sie als Pianistin und Pädagogin tätig und spielte für den Slowakischen Rundfunk ein. Da sie nicht regimekonform war, musste sie 1972 schließlich emigrieren. In der Bundesrepublik Deutschland erhielt sie politisches Asyl, später auch die deutsche Staatsbürgerschaft.
Sie wurde Dozentin an der Hochschule für Kirchenmusik Rottenburg. Ihr Klavierspiel vervollkommnete sie unter Rudolf Firkušný in Luzern. Er gab an sie seine persönlichen Kenntnisse von Leoš Janáčeks Musik weiter.
Viera Janárčeková widmete sich zunehmend der Komposition, bildete sich weiter mithilfe der Bibliothek am Internationalen Musikinstitut Darmstadt, kündigte ihre Dozentenstelle auf, zog mit dem Schriftsteller Ulrich Holbein in ein umgestaltetes Imkerhaus in Allmuthshausen und arbeitete seitdem als freiberufliche Komponistin. Seit 2010 lebte sie überwiegend in Bamberg.
1986, 1990, 1992 und 1998 nahm sie an den Internationalen Ferienkursen für Neue Musik Darmstadt teil, dabei ergaben sich prägende Begegnungen mit Morton Feldman, Brian Ferneyhough, Wolfgang Rihm und György Kurtág.
Viera Janárčeková gastierte bei und schrieb für Festivals wie Vom Schweigen befreit in Kassel, Komponistinnen gestern – heute in Heidelberg, Unerhörte Musik in Berlin, Abende für Neue Musik in Moskau, musica viva in Lissabon und Melos-Étos in Bratislava. Im Jahre 2000 wurde sie von Gidon Kremer zum Kammermusikfest Lockenhaus als Composer in residence eingeladen. Dort fanden durch die Kremerata baltica und Roman Kofman vier Uraufführungen statt: Quadratura, Pulsator, Sechstes Streichquartett und Dotyk.
Viera Janárčeková gründete mit der Cellistin Barbara Brauckmann und der Journalistin Gertrud Salm das OWP (Ost-West-Podium) für Europäischen Kulturaustausch. Sie ist Mitglied im Slowakischen Komponistenverband Spolok Slovenských skladateľov und war mit dem slowakischen Komponisten und Denker Roman Berger befreundet. Eng war sie dem Komponisten Ivan Buffa und den Musikern von Quasars-Ensemble verbunden. Ihre Werke wurden von den Bamberger Symphonikern gespielt und vom BR aufgenommen (Torsion: Hannes Krämer; De aeternitatis concentu: Werner Pees, Concerto per Pianoforte: Ivan Buffa, Jonathan Nott).

## Musikstil
In ihren Frühwerken knüpft Janárčeková an die Traditionen ihrer Heimat an. Die Melodik und vor allem der freie Rubatostil der Volkslieder führten zu einer ausdrucksstarken Schreibweise. Ihr Leitstern war Leoš Janáček, zu dessen Enkelin und Erbin sie von der Kritik gekürt wurde.
In den Werken der Mittelperiode merkt man die wachsende formale und strukturelle Präzision, Verdichtung. Alban Berg, Anton Webern, György Ligeti, Iannis Xenakis und Giacinto Scelsi standen Pate. Ab den 1990er Jahren fand Janárčeková zum eigenen Stil, basierend auf jahrelangen Klangexperimenten.
Das Ergebnis ist am ehesten der Spektralmusik vergleichbar, unter Einbeziehung des rätselhaften Bereichs zwischen Geräusch und Ton. Die Formprozesse sind organisch, fast biologistisch, fraktal, unumkehrbar, offen für Überraschungen und Umkippmomente.

## Literarische Erwähnung
Christine Brückner, die die Komponistin Viera Janárčeková aufgrund deren Anfrage bezüglich der Vertonung der Donna Laura kennenlernte und mit ihr einen Briefwechsel unterhielt, schrieb über sie:

„Sie hat in Bratislava und Prag studiert, ist Pianistin geworden, Dozentin an einer Hochschule für Musik, und dann hat aber die Wiedergabe der Musik nicht mehr genügt. Komponieren wollte sie.“

## Werke (Auswahl)

### Orchesterwerke
- Handy Haydn Ponticino (Brücklein) zu Haydns Londoner Symphonie Nr. 104 / 2018
- Amanda Tango für Violoncello und Orchester / 2018
- Peephole into the Sound Secret / Kammerorchester / 2018
- Orlando Tango für Streichquartett und Orchester / 2017
- Kammerkonzert 14′21″ für 19 Spieler / 2016
- Doppelkonzert für Klarinette, Akkordeon und Streicher / 2013
- De aeternitatis concentu / Streichorchester mit Glocken und Viola-Solo / 2012, (Kompositionsauftrag zum 1000-jährigen Jubiläum des Bamberger Doms)
- Torsion / großes Orchester / 2010–2011
- Klavierkonzert / 2008
- Quintessenzen / Bassflöte und Streichorchester / 1998
- Dotyk / Streichorchester / 1996
- Ozeanische Sekunde / 1994
- Irre Parabel / 1993

### Kammermusik
- 8. Streichquartett / 2015 / UA: 2016 durch Asasello Quartett;
- Vier Tangomutanten / Akk. Vc. / 2012;
- Ungleiche Zwillinge / Org. Akk. / 2012;
- Bezirzungen / Akk. / 2011;
- Nonett / 2009;
- Narratorium / Septett / 2008;
- A Midsummer Night´s Dream / Fl. Vc. Pf.;
- Siebtes Streichquartett / 2007;
- Quadratura /  Vc. / 2000;
- Fünftes Streichquartett / 1992;
- Ein Hauch von Zen / Fl. Vc.;
- Samorast / Klar. Vc. Pf;
- wabi-sabi / V. Vc. Akk.;
- Dreifenster-Duo / Vc. Akk.;
- H-Septett;
- Duo extatico / Vio. Pf.;
- Baumhorcher-Trio / Altfl. Git. Schlgz.;
- Aschenputtel-Trio / Klar. Vc. Pf.;
- Solipsismus zu zweit / Vc. Pf.;
- crazy wisdom / Baßkl. Pos.;

### Vokalwerke
- Der geheimnisvolle Nachen  / Sopr. Vc. / 2011;
- Spievanky, 5 Slow. Volkslieder / Mzzs. Fl. / 2008;
- Am Anfang der Düsternis / Mzzs. / 1998;
- Astral-Zungen / 1997;
- Sechs Siebenschläferinnen / 1990;
- Donna Laura / Dram. Szene / Mzzs. 15 Instrumente, Text: Christine Brückner / 1989;

## Auszeichnungen
- Erster Preis für Lieder auf der Flucht für Mezzosopran und Septett beim Fanny Mendelssohn-Wettbewerb für Komposition, 1987.
- Zweiter Preis für die Orchesterwerke Ozeanische Sekunde und Gianozzo beim Internationalen Wettbewerb für Komponistinnen der Stadt Mannheim, 1994[2].
- Erster Preis für das Fünfte Streichquartett beim Kammermusikwettbewerb Bratislava, 1996.
- Wolfgang-Zippel-Preis für das Sechste Streichquartett, 1997.
- Dritter Preis für A Midsummer Night´s Dream der Korean Society of the 21st Century Music, Seoul 2009.
- 2010–2011 Stipendiatin des Internationalen Künstlerhauses Villa Concordia in Bamberg.
- E.-T.-A.-Hoffmann-Preis der Stadt Bamberg, 2020